# Baasrode
Baasrode település a belgiumi Flandria régióban, Kelet-Flandria tartományban található. 1977-ben összevonták a szomszédos Dendermonde városával. A település a Schelde folyó völgyében fekszik, ipari és lakóövezet. A település területéhez tartoznak még a szomszédos Vlassenbroek és Briel falvak is.

## Látnivalók
Baasrode két temploma közül a St. Ursmaruskerk az öregebb, a 16. sz. vége felé épült, míg a St. Gertrudiskerk a 17. sz. első felében épült fel. Vlassenbroek temploma és a templomkert műemléki védelmet élvez, Dendermonde és környékének egyik legnépszerűbb kiránduló és sétahelye. A templom és környéke alkotja Vlassenbroek település magját.
A helyi hajógyár bezárásáig Baasrode híres volt az itt készülő hajókról. Jelenleg a település hajózási múzeuma emlékeztet erre, ahol a látogatók számos hajómodellt, valamint hajózással kapcsolatos nyomatokat és festményeket találnak. A régi hajógyár épületét jelenleg átalakítják szabadidőközpontnak, ahol hajómúzeum és kirándulócsónakok várják majd a látogatókat.
Baasrode a turisztikai szempontból jelentőse Dendermonde-Puurs elővárosi vonal egyik megállója. A Baasrode-Noord állomás az SDP vasúttársaság (Stoomtrein Puurs Dendermonde) hivatalos központja, innen irányítják az egész vonal forgalmát. Az állomáson megtekinthető a vasút történetéhez kapcsolódó kiállítás: régi mozdonyok, személykocsik és tehervagonok, vasúti jelzések). Július és szeptember között, minden hónap második és negyedik vasárnapján meg lehet tekinteni és ki lehet próbálni az egyik régi gőzmozdonyt.